# ستيف ويلزي
ستيف ويلزي (بالإنجليزية: Steve Welsh)‏ (19 أبريل 1968 بغلاسكو في المملكة المتحدة - ) هو لاعب كرة قدم بريطاني في مركز الدفاع. لعب مع بريستون نورث إيند ودونفرملين أثلتيك وكامبريدج يونايتد ونادي بارتيك ثيسل ونادي بيتربورو يونايتد ولينكولن سيتي أف سي ونادي كينغز لين وWimborne Town F.C. ‏ ونادي آير يونايتد.

## وصلات خارجية
- ستيف ويلزي على موقع Soccerbase.com (لاعب) (الإنجليزية)